# アリアンサ
アリアンサ（Alianza (スペイン語発音: [aˈljansa])）は、ホンジュラスバジェ県の基礎自治体。

## 位置
ゴアスコランの南、フォンセカ湾の北、ナカオメの東、エルサルバドルの西に位置する。

## 歴史
1844年に先住民族であるチョルティ族によって開かれた町である。当初はゴアスコランに属し、1847年にアリアンサとして独立した自治体となった。

## 地区
以下の6村42地区を抱える。:
- アリアンサ(Alianza)
- アルト・デ・ヘスス(Alto de Jesús)
- ロス・アマテス(Los Amates)
- サン・ヘロニモ(San Jerónimo)
- サン・ペドロ・カレロ(San Pedro Calero)
- ソノラ(Sonora )
- ロス・ルイセス(Los Luices)